# Jasin (città)
Jasin è una città nell'omonimo distretto della Malacca, in Malesia.

## Attrattive turistiche
- Museo dell'agricoltura
- Jasin Square

## Infrastrutture e trasporti
Al centro della città vi è la stazione di autobus Jasin Sentral.